# کرافرز، استرالیای جنوبی
کرافرز (به انگلیسی: Crafers) یک حومه شهر در استرالیا است که در استرالیای جنوبی واقع شده‌است.